# Paul Engelmann
Paul Engelmann (14. června 1891, Olomouc – 5. února 1965, Tel Aviv) byl izraelský architekt a filozof moravského původu, žák a spolupracovník Adolfa Loose, který je dnes nejvíce znám pro své přátelství s architektem a filozofem Ludwigem Wittgensteinem.

## Mládí a kariéra
Narodil se v asimilované židovské rodině žijící v Olomouci, jako nejstarší ze tří dětí. Nešlo o nijak zámožnou rodinu. Jeho otec při obchodování zbankrotoval, takže musel pracovat jako pojišťovací agent. Po absolvování olomouckého německého gymnázia odešel na podzim 1910 do Vídně studovat architekturu na Vídeňskou technickou univerzitu. V roce 1912 po odchodu Otto Wagnera do výslužby přešel do soukromé Bauschule, kterou založil Adolf Loos poté, co nebyl zvolen Wagnerovým nástupcem. Na podzim 1913 zprostředkoval Engelmann Loosovu přednášku v Olomouci. Studia na rok přerušil a pracoval jako sekretář novináře Karla Krause. V roce 1915 se Engelmann stal diplomovaným architektem. Vojenské služby v první světové válce byl ze zdravotních důvodů (po prodělané tuberkulóze) zproštěn, za což byl jako pacifista vděčný. Válečná léta proto ve značném rozsahu trávil v Olomouci. Díky tomu se roku 1916 seznámil s Ludwigem Wittgensteinem, který v Olomouci několik měsíců navštěvoval školu pro dělostřelecké důstojníky. V letech 1917–1918 je Engelmann zaměstnán jako výpomocný kreslič u olomouckého městského stavebního úřadu.

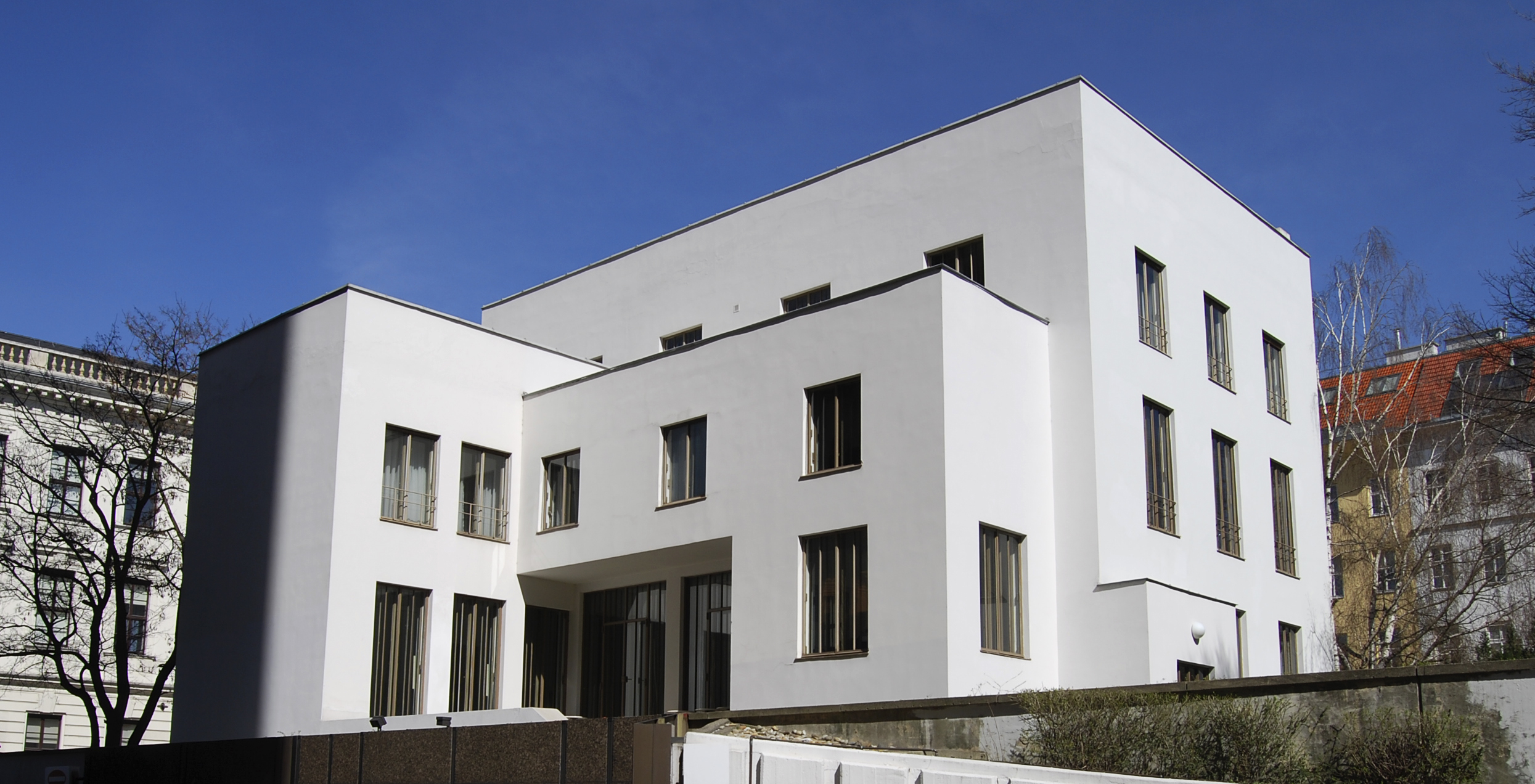
Haus Wittgenstein, Vídeň

Wittgenstein, Engelmann a spolu s nimi také pozdější uznávaný advokát Jindřich Groag tehdy tvořili nerozlučnou trojici. Na pozadí válečných útrap přemýšleli o smyslu života, společně četli Bibli a knihy Lva Tolstého. Přátelství mezi Engelmannem a Wittgensteinem trvalo až do roku 1928.
Mezi roky 1926 až 1928 žil ve Vídni, následně se vrátil do rodné Olomouce. Mezi léty 1928–1932 sdílel společnou projekční kancelář a byt s Hugo Riesenfeldem pod názvem Projektanti P. Engelmann H. Riesenfeld architekti dům zahrada byt, Olomouc, Škroupova 10, poté se odstěhoval zpět k matce.

Ve Vídni, v Olomouci, v Ostravě a Ivano-Frankivsku po něm zůstalo několik úspěšně realizovaných projektů.

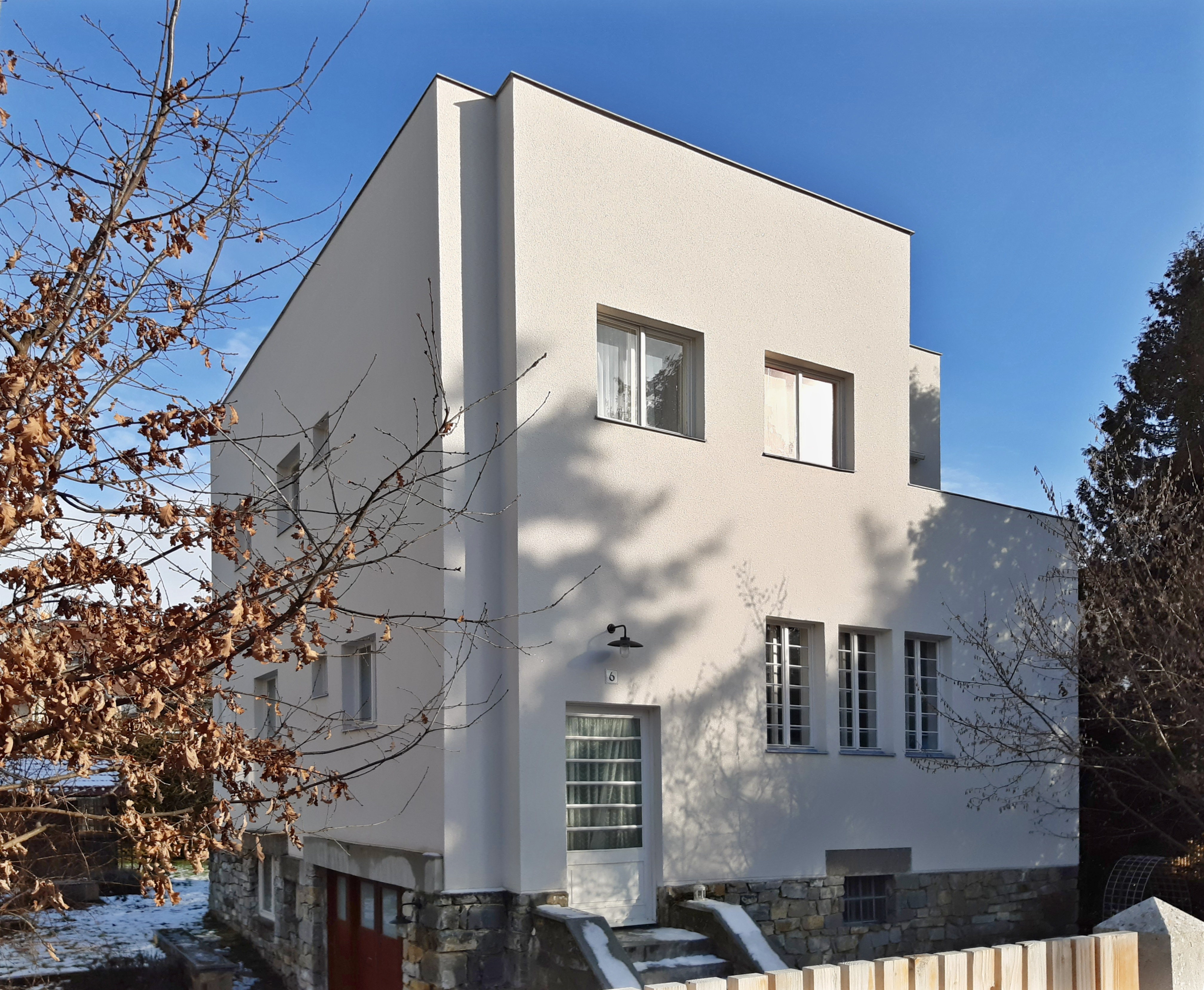
Vila Vladimíra Müllera, Olomouc

## Odchod do mandátní Palestiny
Po smrti své matky se v létě roku 1934 pod vlivem rostoucího politického napětí v sousedním Německu odstěhoval do tehdejší Palestiny. Usadil se v Tel Avivu, kde se živil jako návrhář nábytku a interiérový architekt. Jako filozof se hojně věnoval přednáškové činnosti. Na trvalo za ním do Palestiny přesídlil i Max Zweig, jeho olomoucký kamarád z mládí. Ten později také inicioval knižní vydání korespondence mezi Engelmannem a Wittgensteinem. 

## Realizace
- 1916–1919 Vila Hermanna Konstandta, Olomouc. Nerealizováno. Autorem původní skici vily byl Adolf Loos, projekt pak rozpracoval Paul Engelmann.[10][5]
- 1917–1919 Úpravy letoviska Heleny Wittgenstein v Neuwaldeggu.[5]
- 1926–1929 Haus Wittgenstein, vila pro Margaret Stonborough-Wittgenstein, Vídeň, Parkgasse 18, spolupráce s Ludwigem Wittgensteinem.[11]
- 1927–1928 Vila Vladimíra Müllera, Olomouc-Lazce (Letná), čp. 148, Černochova 6, rekonstrukce Michal Sborwitz, Marie Sborwitzová, Karel Prášil.[12]
- 1930–1935 Kolonie rodinných domů v polském Stanisławově (dnes Ivano-Frankivsk na Ukrajině) – realizováno 10 objektů.[5]
- 1930 Přestavba rodinného domu Sigmunda Beckmanna v Ostravě-Vítkovicích, přesnější údaje dosud nezjištěny.[5]
- 1932 Vila Josefa Viléma Guttmanna, Slezská Ostrava, Michálkovická 48, dům později přestavěn.[12][5]
- 1932 Vila Ellinor Ruth Goldmannové, Olomouc, Pod Lipami 15, dům později přestavěn.[13]
- 1936 Projekt vily ředitele Agrobanky v Tel Avivu.[5]
- 1936 Vila Aschera Yadlina v Haifě, zbourána 1994.